# ルシタノサウルス
ルシタノサウルス(学名 Lusitanosaurus 「ルシタニア(ポルトガルの古い旧名)のトカゲ」の意味)は、前期ジュラ紀のシネムーリアン期に生息し、ポルトガルから発見された恐竜の属。ルシタノサウルスはヨーロッパの前期ジュラ紀の属から2番目の属で、イベリア半島で発見された最古の恐竜。古生物学者のアルベール・フェリクス・ド・ラパランによってポルトガルで発見された。またルシタノサウルスは1957年に記載された。

## 概要
ルシタノサウルスの化石は、7本の歯がついた左上顎骨と上顎の骨の一部が発見されている。ルシタノサウルス歯はスケリドサウルスの歯と類似点があった。上顎骨は明らかに大きく、スケリドサウルスの上顎骨よりも2倍の大きさだった。ルシタノサウルスはおそらく半二足から四足歩行の草食恐竜で、体のほとんどの部分に小さなな装甲があったと考えられている。推定全長は約4メートル。発見当初はステゴサウルス科の恐竜と考えられていたが、現在ではステゴサウルス科の種ではないと考えられている。分類には様々な意見があり、エマウサウルスに近い種など意見がある。